# H5 (entreprise)
 (février 2014).
Si vous disposez d'ouvrages ou d'articles de référence ou si vous connaissez des sites web de qualité traitant du thème abordé ici, merci de compléter l'article en donnant les références utiles à sa vérifiabilité et en les liant à la section « Notes et références ».
Pour les articles homonymes, voir H5.
H5 est un studio de création français indépendant fondé en 1994 par Ludovic Houplain & Antoine Bardou-Jacquet (diplômé de l'Esag - Penninghen). 
Ils sont aujourd'hui une dizaine de directeurs artistiques, réalisateurs, producteurs, directeurs de projets et concepteurs rédacteurs. Ils travaillent essentiellement dans les domaines de la musique (Daft Punk, Air, Étienne de Crécy, Röyksopp, Mirwais Stass, Chloé, Vitalic...), de la culture (Le Louvre Lens, Le Mac Val, La Fondation Cartier pour l'art contemporain, Le Printemps de Septembre, Festival de Cannes, The Wolfsonian - FIU, MAD…) et du luxe (Dior, Van Cleef & Arpels, Cartier, Yves Saint Laurent, Hermès…). Ils sont également reconnus auprès du grand public et des professionnels des industries créatives pour donner vie à leurs idées et engagements à travers différents formats : court-métrage avec Logorama, premier succès du studio bénéficiant d'une couverture médiatique et d'un parcours avec un Oscar (2010), un César (2011) et des prix au Festival de Cannes, ils sont également connu pour leur collaboration avec Kanye West pour Adidas en 2015 autour de la marque Yeezy.

## Histoire
Le studio de création H5 est fondé en 1993,. Il se spécialise à ses débuts dans la réalisation de projets graphiques puis la direction artistique de labels dans le domaine de la musique électronique (notamment pour les artistes et labels de la French Touch). Ce collectif conçoit ses premiers clips en animation à partir de 1999, notamment celui de The Child d'Alex Gopher à base de typographie animée en 3D qui les fait connaître et lance l'activité d'H5 dans la publicité.
Leur clip de 2002 pour Remind Me Röyksopp, qui représente la journée d'une employée de bureau moyenne uniquement à l'aide de séquences de graphisme d'information animé est également remarqué, remportant notamment le prix du meilleur clip vidéo aux MTV Europe Music Awards 2002. Ce succès incite Areva à confier à la société la réalisation d'une campagne publicitaire dans le même style. H5 réalise encore les clips de Massive Attack (Special cases), Goldfrapp (Twist), Playgroup (Number One) ainsi qu'une série de campagnes publicitaires pour la France et l'international pour diverses marques : Coke, Mercedes, Lacoste, Adidas, Audi, Citroën… Le film publicitaire Train Fantôme pour Volkswagen est récompensé en 2006 par le premier prix dans la catégorie « Film-Cinéma »[Lequel ?]. Dix ans plus tard, le film Eau Sauvage pour Dior est récompensé par le premier prix dans la catégorie « Film Animation » du Club des directeurs artistiques.
En 2009, H5 réalise son premier court-métrage, Logorama, qui est sélectionné à la Semaine de la critique au festival de Cannes 2009, au Festival international du film de Stockholm 2009 et au Festival du film de Sundance 2010. Il obtient l'Oscar du meilleur court-métrage d'animation en 2010 et le César du meilleur court-métrage en 2011.
En parallèle, le travail de H5 a été présenté dans des expositions et festivals, à Paris (Centre national d'art et de culture Georges-Pompidou, Nuit Blanche 2007, Bibliothèque nationale de France, Les Arts Décoratifs), Londres (Institute of Contemporary Arts, National Museum of Photography, British Film Institute), Tokyo (Médiathèque de Sendai), Rotterdam (Institut d'architecture des Pays-Bas ), New York (Museum of Modern Art) et Miami (Wolfsonian-FIU (en)). À l'automne 2012, H5 a conçu et réalisé sa première exposition à Paris l'invitation de la Gaîté-Lyrique. À travers la création de la marque fictive « HELLO™ », H5 y explore les usages et pratiques de la communication et de la politique.
En 2019, sur une idée originale de Mirwais, Ludovic Houplain livre avec My Generation, son nouveau film d'animation (sélectionné et primé au Festival International du Film d'Animation d'Annecy 2019).

## Filmographie

### Vidéo-clips
- 1999 : Alex Gopher - The Child. Production Le Village.
- 2000 : Zebda - Oualalaradime. Production Partizan Midi-Minuit.
- 2000 : Alain Souchon - Rive Gauche. Production Partizan Midi Minuit.
- 2001 : Super Furry Animals - Juxtapozed Wit'U. Production Partizan Midi Minuit.
- 2001 : Playgroup - Number One. Production Partizan Midi Minuit.
- 2001 : Air - How Does It Make You Feel. Production Partizan Midi Minuit.
- 2002 : Wuz (Alex Gopher & Demon) - Use Me. Production H5.
- 2002 : Sinema - In My Eyes. Production H5.
- 2002 : Röyksopp - Remind Me. Production John Payne pour Black Dog Films.
- 2003 : Massive Attack - Special Cases. Production Pete Shuttleworth pour Black Dog Films.
- 2003 : Audio Bullys - The Things. Production Philip Tidy pour Black Dog Films.
- 2003 : Goldfrapp - Twist. Production John Payne pour Black Dog Films.
- 2003 : Étienne Daho - Retour à Toi. Production Addict.
- 2006 : Darkel - At The End Of The Sky. Production Addict.
- 2012 : Alex Gopher - Hello Inc. Production Stink Paris.
- 2014 : Blackstrobe - For Those Who Came To Earth. Production H5.
- 2018 : Chloé - The Dawn. Production H5[8].
- 2019 : Mirwais Stass - 2016 - My Generation. Production 50/50 / H5.
- 2021 : Joon Moon - Young. Production H5.
- 2022 : Cascadeur - La Promesse. Production H5.
- 2022 : Cascadeur - Les Ombres. Production H5.
- 2022 : Dutronc & Dutronc - L'opportuniste. Production H5.
- 2022 : Mirwais Stass - Demoncracy. Production 50/50 / H5.
- 2023 : Daft Punk - Infinity Repeating. Production Partizan.

### Publicités
- 2001 : Dior - Higher. Production H5[9].
- 2003 : Vuitton - Bellaix. Production H5.
- 2003 : Audi A4 S-line - Un Peu Plus Qu'Une A4. Production Addict.
- 2004 : Areva - Experts en Énergie. Production Addict.
- 2006 : Toyota Yaris - 1000. Production Addict.
- 2006 : Citroën C4 - Ice Skater. Production H5.
- 2007 : Cartier - Ballon Bleu. Production H5.
- 2007 : Volkswagen Touran - Train Fantôme. Production Addict.
- 2008 : Toyota - Breath. Production Addict.
- 2008 : Total - Les Mots. Production Addict.
- 2009 : Areva - Athlenergy. Production Addict.
- 2009 : Gatorade - G2. Production Addict.
- 2010 : Smart - Cinéma. Production Addict.
- 2010 : Areva - Energy. One powerful story. Production Addict[10].
- 2011 : Ecologic - Le recyclage, ça marche. Production H5.
- 2012 : Mercedes - Étoile. Production Addict.
- 2013 : Lacoste - Eau de Lacoste. Production Addict.
- 2014 : Lacoste - Lacoste Live! Parfum. Production H5.
- 2014 : Coca-Cola - Break. Production Stink.
- 2014 : Citroën - Feel Good. Production Batida / H5.
- 2015 : Adidas - Yeezy Boost. Production H5.
- 2015 : Adidas - Yeezy 750. Production H5.
- 2015 : Adidas - Yeezy 350. Production H5.
- 2016 : Lacoste - L.12.12. Production H5.
- 2016 : Dior - Eau sauvage. Production H5.
- 2017 : Lacoste - Lacoste Homme. Production H5.
- 2019 : Stark Eyewear - 360°. Production H5.
- 2019 : Hermès - Offre moi un rêve. Production Stink.
- 2020 : Moncler - Genius. Production H5.
- 2020 : E.Leclerc - Le Mouvement. Production Jungler / Wanda.
- 2021 : Greenpeace - Tasty Grilled Chicken. Production H5.
- 2023 : Hermès - Rock Your Love. Production H5.
- 2023 : Financial times - Fearless Series - Episode 1 / Pink. Production Partizan.
- 2023 : Diptyque - Dancing Flames. Production Jungler / Wanda.
- 2023 : Financial times - Fearless Series - Episode 2 / Without Fear and Without Favour. Production Partizan.
- 2024 : Atkinsons - Xmas. Production H5.
- 2024 : Van Cleef & Arpels - Treasure Island. Production H5.

### Court-métrage
- 2009 : Logorama - Production Autour de Minuit / H5[11],[12] ;
- 2014 : Money Time[13] - Production Movie Da / Forêt Bleue / Stink / H5 ;
- 2019 : My Generation - Production 50/50 / H5.

## Expositions
- 2001 : Movement - Médiathèque de Sendai. Tokyo .
- 2001 : Graphisme(s) - Bibliothèque Nationale de France. Paris.
- 2002 : Clip city - Institut d'architecture des Pays-Bas. Rotterdam.
- 2004 : Premières - Museum of Modern Art. New York.
- 2005 : D.DAY, le design aujourd’hui - Centre Pompidou. Paris.
- 2006 : Multiples H5 - Galerie Anatome. Paris.
- 2006 : La Force de l'art - Grand Palais. Paris.
- 2008 : La pub s'anime - Musée de la Publicité. Paris.
- 2008 : 2036 - Biennale internationale du design. Saint-Étienne.
- 2009 : Design Parade - Villa Noailles. Hyères.
- 2009 : One Dot Zero - H5 Retrospective. British Film Institute. Londres.
- 2010 : Hors Piste - H5: d'Alex Gopher à Logorama. Centre Pompidou. Paris.
- 2010 : New Directors / New Films 10 - Logorama. Museum of Modern Art. New York.
- 2010 : L.I.P. (Logo In Peace) - Festival international de l'affiche et du graphisme. Chaumont.
- 2011 : Type In Motion - Musée du design. Zürich.
- 2011 : Graphisme et Création Contemporaine - Bibliothèque Nationale de France. Paris.
- 2011 : Collector - Tri Postal. Lille.
- 2011 : Moving Types - Musée Gutenberg. Mayence.
- 2012 : Spectacle, The Music Video - Centre d'art contemporain. Cincinnati.
- 2012 : French Touch, Graphisme, Vidéo, Electro - Les Arts Décoratifs. Paris.
- 2012 : Hello H5 - La Gaîté Lyrique. Paris.
- 2013 : Cinema Paradiso - Le Grand Palais. Paris.
- 2013 : H5 : Hello Valence - LUX, Scène Nationale de Valence. Valence.
- 2013 : Schriftfilme. Schrift als Bild in Bewegung - Centre d'art et de technologie des médias de Karlsruhe (ZKM) - Musée d'Art Contemporain. Karlsruhe.
- 2015 : Oracles du Design - La Gaîté Lyrique. Paris.
- 2015 : Villissima - Hôtel des Arts. Toulon.
- 2015 : Le Marais en Héritage(s) - Musée Carnavalet. Paris.
- 2016 : Typo en Mouvement - Le Lieu du Design. Paris.
- 2016 : Mashup : The Birth of Modern Culture - Vancouver Art Gallery. Vancouver.
- 2016 : Houselife - Musée des Arts Décoratifs et du Design (Madd). Bordeaux.
- 2016 : Logoholic - Musée d'Art Moderne Grand-Duc Jean (Mudam). Luxembourg.
- 2017 : Design Graphique, Acquisitions Récentes - Les Arts Décoratifs. Paris.
- 2018 : Enter The Design Age - The Wolfsonian - FYU. Miami.
- 2019 : Ubik, Imaginaires Urbains et Numériques. Pavillon Blanc - Centre d'Art de Colomiers. Toulouse.
- 2019 : Electro, De Kraftwerk à Daft Punk. Cité de la Musique - Philharmonie de Paris. Paris.
- 2020 : Electronic, From Kraftwerk to The Chemical Brothers. Design Muséum. London.
- 2020 : Le Printemps de Septembre. L'adresse du Printemps. Toulouse.
- 2021 : Hors Piste - My Generation : Bienvenue dans la dictature des images. Centre Pompidou. Paris.
- 2021 : Autre / Alter Realities - Porto Design Biennale. Museu Nacional de Soares dos Reis. Porto.
- 2021 : L'Atelier des Mémoires Vives et Imaginaires : Art, Informatique, Cybernétique. Le Miroir. Poitiers.
- 2024 : H5, Voir la French Touch. Espace Richaud. Versailles.
- 2024 : H5, Voir la French Touch. La Route du Rock. Saint-Malo.
- 2025 : H5, Voir la French Touch. Biennale Internationale de Design Graphique. Chaumont.